# 飛騨一ノ宮駅
飛驒一ノ宮駅（ひだいちのみやえき）は、岐阜県高山市一之宮町にある、東海旅客鉄道（JR東海）高山本線の駅である。
2005年（平成17年）まで存在した、旧・大野郡宮村の中心駅である。
また、2023年のダイヤ改正まで高山始発の岐阜行と最終の高山行は当駅を通過していた。

## 歴史
- 1934年（昭和9年）10月25日：国鉄高山本線 飛騨小坂駅 - 高山駅 - 坂上駅間の開通時に開業[1][2]。一般駅[2]。
- 1962年（昭和37年）10月1日：専用線を除き、車扱貨物の取扱いを廃止[2]。
- 1984年（昭和59年）2月1日：荷物の取扱いを廃止[2]。
- 1985年（昭和60年）4月1日：無人駅となる[1][3]。
- 1987年（昭和62年）4月1日：国鉄分割民営化により東海旅客鉄道（JR東海）と日本貨物鉄道（JR貨物）が継承[2]。
- 1995年（平成7年）9月30日：貨物列車の発着が終了[1]。
  - 構内東寄りにある住友大阪セメント（旧・住友セメント）飛騨一ノ宮サービスステーションへの専用線があり、セメント輸送が行われていた。
- 2007年（平成19年）4月1日：JR貨物の駅が廃止され、貨物の取扱いが終了。

## 駅構造
相対式ホーム2面2線のホームを持つ地上駅。駅舎側の1番線には下呂方面行きの上り列車が停車し、反対側の2番線に高山方面行きの下り列車が停車する。その外側に3番線の跡があるが、現在は使用されておらず、柵が設置されている。木造駅舎を有する。
構内南側、1番線に隣接し木造駅舎がある。1番線と2番線は改札口右手にある屋根付き跨線橋で繋がり、さらに北側の臥龍公園（臥龍桜）まで跨線橋が伸びている。当駅は無人駅のため、自由に通行できる。駅前にトイレがある。
高山駅管理の無人駅である。

### のりば
| 番線 | 路線        | 方向 | 行先           |
| ---- | ----------- | ---- | -------------- |
| 1    | CG 高山本線 | 上り | 下呂・岐阜方面 |
| 2    | CG 高山本線 | 下り | 高山・富山方面 |

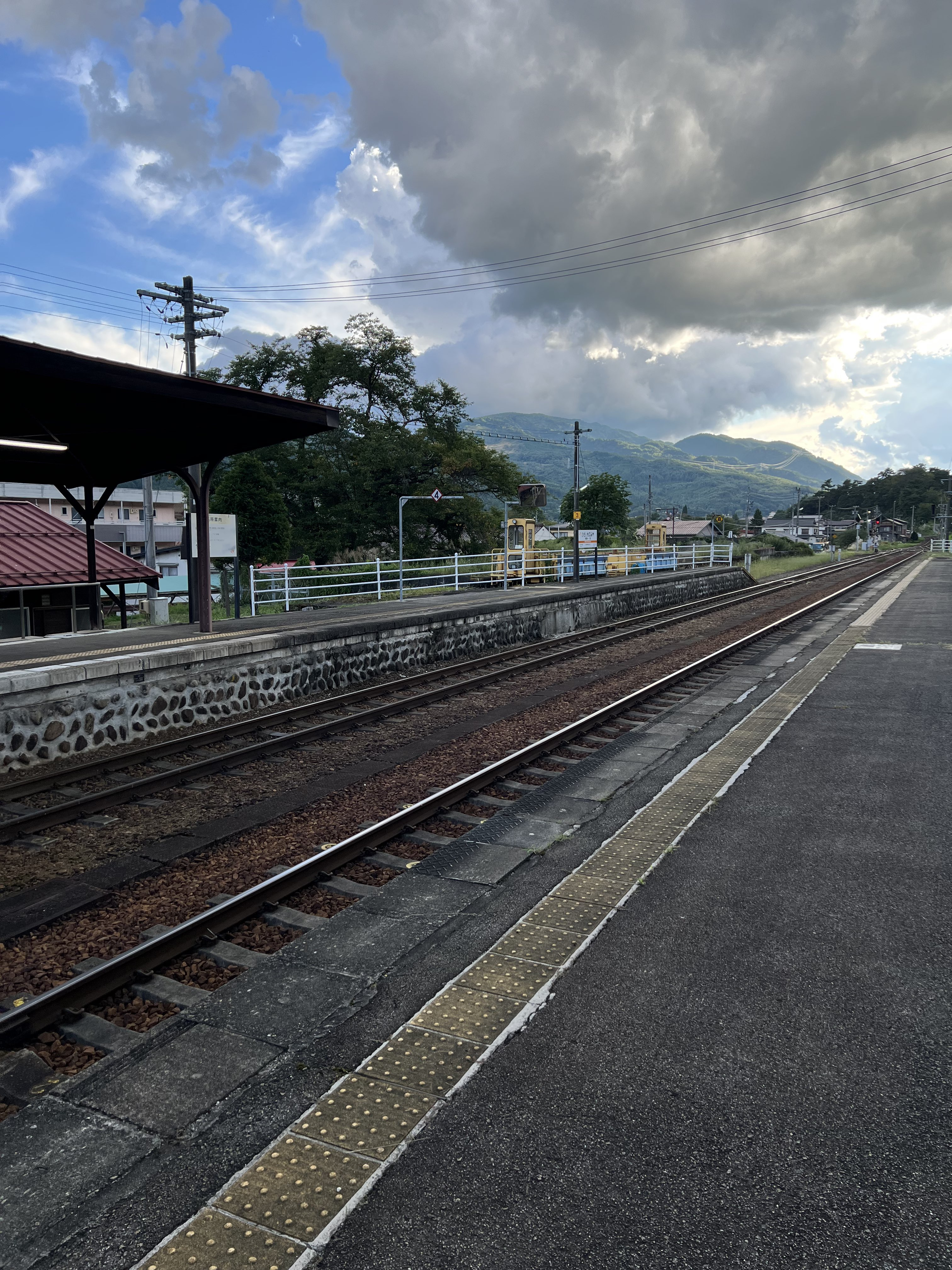
構内（2022年9月）
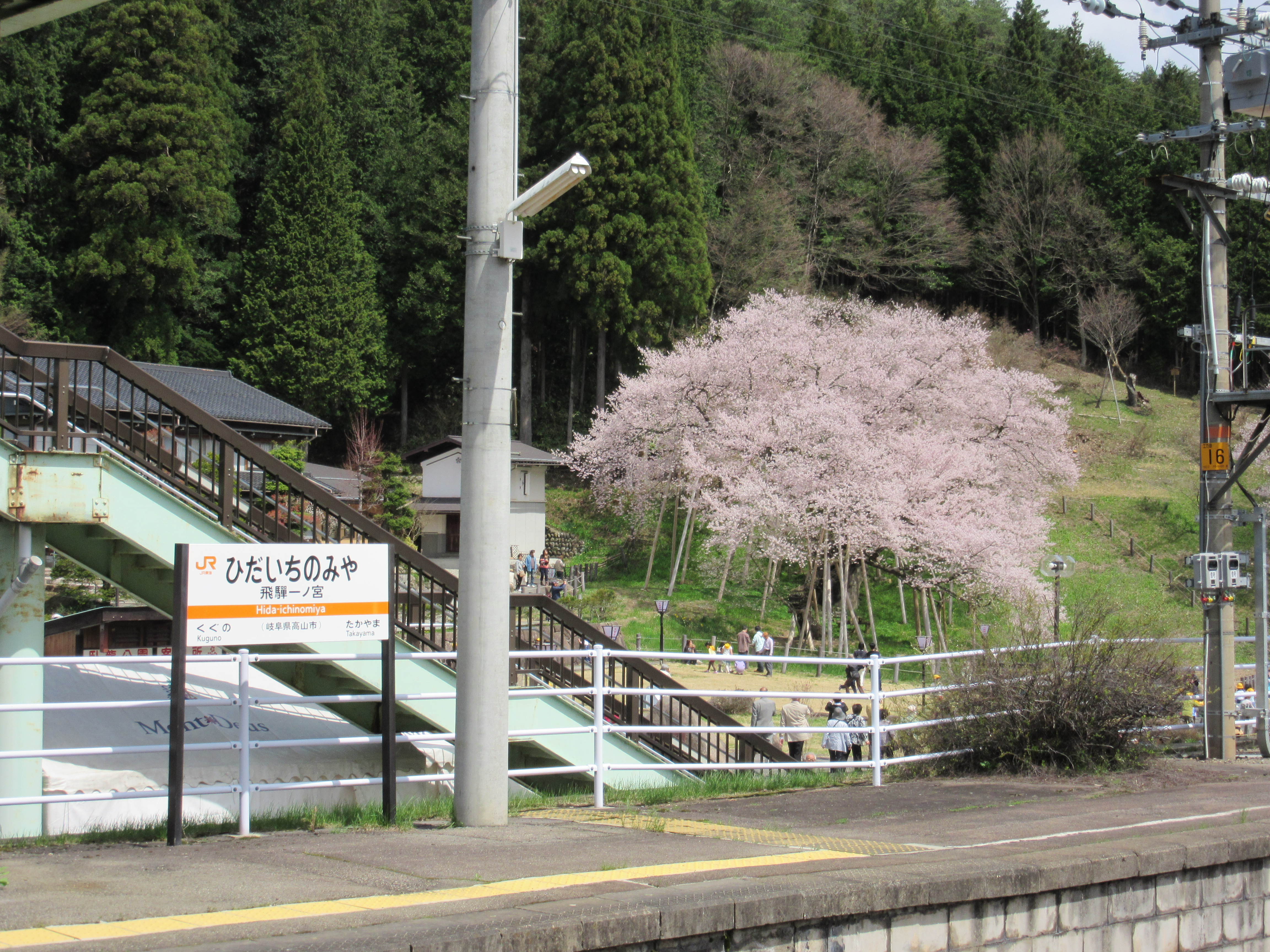
駅名標（手前）と臥龍桜（奥）（2015年4月）

## 利用状況
「岐阜県統計書」によると、近年の1日平均乗車人員は以下の通りである。
- 2005年度 - 71人
- 2006年度 - 71人
- 2007年度 - 61人
- 2008年度 - 56人
- 2009年度 - 51人
- 2010年度 - 46人
- 2011年度 - 41人
- 2012年度 - 35人
- 2013年度 - 32人
- 2014年度 - 34人
- 2015年度 - 30人
- 2016年度 - 33人
- 2017年度 - 43人
- 2018年度 - 38人
- 2019年度 - 37人

## 駅周辺
住宅がやや多い。
- 国道41号(国道沿いに高山バスセンター～下呂バスセンター間を走る濃飛バスの「飛騨一宮」バス停がある。)
- 飛騨一宮水無神社 - 飛騨国一宮。当社にある大きなスギとイチイは岐阜県の天然記念物に指定されている。当駅から徒歩5分[1]
- 臥龍桜
- 住友大阪セメント飛騨一ノ宮サービスステーション
- 鉄道写真の撮影スポット - 駅南方向に宮トンネル北側出口から当駅までの間のカーブ路線があり、その付近は鉄道ファンの間では宮村の大カーブと呼ばれ、鉄道写真の名所として知られる
- モンデウス飛騨位山スノーパーク - スキー場、現在は高山駅からアクセスバス運行

## その他
- 2000年代前半まで、大晦日から元旦にかけての夜間、飛騨一宮水無神社初詣のための臨時列車（高山駅 - 久々野駅）が運行されていた。快速運転をする岐阜発高山行最終列車も12月31日は臨時停車していた。2015年現在はいずれの取扱いも行われていない[5]。
- 次の久々野駅との間にある宮トンネルで高山本線は分水嶺を越える。
- 本来特急「ひだ」は停車しないが、1990年代は臥龍桜の見ごろ（4月）に土曜・休日の一部列車が臨時停車していた。
- 1990年まで急行「のりくら」が運転されていたときは、冬季にスキー客の利便を図って一部列車が臨時停車していた。

## 隣の駅
東海旅客鉄道（JR東海）
CG 高山本線
久々野駅 - 飛騨一ノ宮駅 - 高山駅 (CG25)